# Prisopus villosipes
Prisopus villosipes is een wandelende tak uit de familie Prisopodidae. De wetenschappelijke naam van deze soort is voor het eerst voorgesteld als Dinelytron villosipes door Josef Redtenbacher in een publicatie uit 1906.
De soort komt voor in Brazilië waar deze voor het eerst is ontdekt in Minas Gerais.